# Elyse Tse
Elyse Tse (* 10. April 2004 in Auckland) ist eine neuseeländische Tennisspielerin.

## Karriere
2020 gewann sie die nationalen Titel bei den New Zealand Tennis Championships der U16 im Einzel und Mixed.
2023 erreichte sie im August zusammen mit ihrer Partnerin Yui Chikaraishi das Finale im Doppel, das sie mit 4:6 und 1:6 gegen Lily Fairclough und Monique Barry verloren.
2024 erhielt sie eine Wildcard für die Qualifikation zum Hauptfeld im Dameneinzel der ASB Classic, ihrem ersten Turnier der WTA Tour, wo sie sich aber gegen die in der Qualifikation topgesetzte Brenda Fruhvirtová mit 1:6 und 5:7 geschlagen geben musste. Für das Damendoppel erhielt sie zusammen mit ihrer Partnerin Monique Barry ebenfalls eine Wildcard, die die beiden aber nicht nutzen konnten und mit 3:6 und 2:6 gegen Jade Otway und Lulu Sun verloren.

### College Tennis
Seit 2021 spielt Elyse Tse für die Damentennismannschaft der Cougars der Washington State University.